# Finanční derivát
Finanční deriváty jsou instrumenty, jejichž hodnota je odvozena z hodnoty tzv. podkladového aktiva. Jejich podstatou je forma termínového obchodu, tzn. že dochází k určitému zpoždění mezi sjednáním obchodu a jeho plněním. Mají obvykle podobu smlouvy mezi dvěma stranami: Tedy mohou, ale nemusí být cennými papíry. Základní typy derivátů jsou futures a jim podobné certifikáty nebo warranty, další pak jsou forwardy, swapy a opce.

## Historie
Deriváty vznikají v polovině 20. století na plodinových burzách a v 70. a 80. letech zažívají boom, hlavně díky zvýšenému kolísání měnových kursů, úrokových sazeb a kursů cenných papírů. Toto kolísání přineslo větší riziko pro obchodníky na finančních trzích, kteří se chtěli proti zvýšenému riziku investování nějak pojistit. Výsledkem byl vznik nových finančních instrumentů, kterým se začalo říkat finanční deriváty. Největšími hráči na trhu derivátů jsou americké banky.

## Definice
Derivát je finanční instrument, který má následující vlastnosti:
1. Je odvozen od jiného, tzv. „bazického instrumentu“ (někdy „podkladový instrument“). Tím může být cenný papír, komodita atd. Změny v hodnotě bazického instrumentu pak ovlivňují hodnotu derivátu.
2. Má termínový charakter (obchody mohou být v tomto smyslu buď spotové, nebo termínové), tzn. že čas vypořádání obchodu je vzdálený od času sjednání obchodu (zahrnující především sjednání vypořádací ceny) více, než je dáno technickými možnostmi (např. spotové obchody na burzách jsou vypořádány během jednoho až 5 dnů – záleží na konkrétní burze a jejích technických možnostech). Tuto dobu si dohodnou smluvní strany.
3. Za sjednání derivátu se neplatí nic nebo minimální částka v poměru k hodnotě podkladového instrumentu. S tím je spojen tzv. Finanční pákový efekt – pokud např. na burze koupíte futures (podobný derivát jako forward, ale je burzovně standardizovaný) za 30 USD a jeho podkladovým instrumentem bude dluhopis o nominální hodnotě 1 000 000 USD, projeví se změna ceny dluhopisu o 20 USD (0,002 %) ve změně ceny futures také zhruba o 20 USD – v tomto případě se však bude jednat o 66 %. Rozdíl mezi vlastněním dluhopisu a futures na tentýž dluhopis je tedy podstatný, neboť u futures je dosahováno pákového efektu – zisky i ztráty jsou mnohem vyšší.

## Příklady využití

### Příklad 1 – pěstitel
Pěstitel pšenice se bojí, že při sklizni její cena klesne, a tak s panem B uzavře forward (nejjednodušší typ derivátu) na prodej určitého množství pšenice (kterou vypěstuje) za určitou cenu (která je nyní) v určitý čas (při sklizni). Až ten čas nastane, pěstitel panu B prodá sjednané množství za předem sjednanou cenu, ať už cena pšenice aktuálně na trhu je jakákoli. Pokud cena skutečně klesla, udělal pěstitel dobře. Pokud stoupla, připravil se o zisk. Pěstitel pšenice však dal přednost jistotě před spekulací (je totiž pěstitel, nikoli ekonom) a zajistil si tak předem prodejní cenu.

### Příklad 2 – exportér
Drobný podnikatel jednorázově vyvezl do Německa zakázku za 100 000 EUR, faktura je splatná za 3 měsíce. Současný kurz je 30 Kč/EUR, tedy současná hodnota pohledávky je 3 000 000 Kč. Bojí se však, že za 3 měsíce kurz klesne např. na 28 Kč/EUR a on dostane jen 2 800 000 Kč – tj. 200 000 Kč účetní ztráta.
Řešením této situace je zajít do banky a uzavřít měnový forward, kterým si exportér zajistí, že za 3 měsíce odnese do banky obdržených 100 000 EUR a banka mu vyplatí 3 000 000 Kč, ať už kurz v tu dobu bude jakýkoliv. Pokud kurz mezi tím skutečně klesl, udělal dobře, pokud vzrostl, připravil se o zisk – nicméně obchodník chtěl dostat zaplaceno za to, co vyrobil, a ne spekulovat, jestli kurz klesne nebo vzroste.

## Motivy pro koupi derivátu
Existují 3 motivy pro koupi derivátu – zajištění, spekulace a arbitráž. V praxi se dá obvykle obtíženě zjistit, z jakého důvodu vstupuje do obchodu vaše protistrana a obvykle to ani není potřeba.

### Spekulace
Spekulace je asi nejprostším a nejjednodušeji pochopitelným motivem. Jak bylo vysvětleno ve třetí části definice, je u derivátů dosahováno pákového efektu a proto jsou pro spekulaci velmi vhodné. Je s nimi možno dosahovat daleko větších zisků v poměru k počáteční investici, ale zároveň také daleko větších ztrát.
Spekulace s deriváty je vždy „hra s nulovým součtem“. Např. při spekulaci s akciemi je možné, že všichni vesměs vydělají, neboť akcie v globálu vykazují kontinuální růst. Ovšem v případě derivátu, pokud jedna strana vydělá nějakou částku, tak druhá tutéž částku prodělá.

### Zajištění
Jakým způsobem se pomocí derivátu zajistit před budoucím růstem či poklesem ceny podkladového instrumentu bylo popsáno v příkladech v úvodu. V prvním případě se pěstitel pšenice zajišťoval před poklesem její ceny. Jeho protistranou by mohl být např. mlynář (kupec pšenice), který by se tak naopak zajišťoval proti růstu ceny pšenice. Pokud tedy do derivátového kontraktu vstupují obě strany s motivem zajištění, obě se zajišťují proti opačnému vývoji (pěstitel proti poklesu a mlynář proti růstu).
Denním chlebem může být zajištění například při vývozu do zahraničí. Firmy, které obdrží smluvenou částku například měsíc po vývozu, mohou získat menší (i větší) finanční obnos. Proto se v takových případech využívají derivátové obchody.
Atraktivita zajišťování (hedgingu) stoupá především v průběhu posledních let.
České účetnictví umožňuje odlišně vykazovat deriváty zakoupené za účelem zajištění – pro takovéto vykázání je potřeba doložit stanoveným způsobem, že se jedná o zajišťovací derivát.

### Arbitráž
V tomto případě není myšlena arbitráž coby mimosoudní řízení, ale arbitráž coby využívání rozdílů cen stejného zboží na různých trzích, v této souvislosti se jedná konkrétně o časovou arbitráž, tedy využití případných rozdílů na spotovém a termínovém trhu k dosažení bezrizikového zisku. S rostoucí globalizací jsou možnosti časové arbitráže na vyspělých trzích prakticky nulové. Metody stanovení ceny derivátů vycházejí právě z principu, které zamezují arbitráži.

## Terminologie
V prvním příkladu v úvodu byl pěstitel pšenice, který se chtěl zajistit proti poklesu její ceny. V čase realizace dodával podkladový instrument (pšenici) a dostal za něj sjednanou cenu – té se říká realizační cena (anglicky strike price). On je nazýván prodejcem derivátu, neboli je v krátké pozici (anglicky short position). Jeho protistrana (např. mlynář) je tím, kdo v čase realizace bude platit realizační cenu a obdrží sjednané množství pšenice. Je nazýván kupujícím derivátu, neboli je v dlouhé pozici (anglicky long position).
Nyní vyjdeme ze situace, že pěstitel pšenice vstoupil do kontraktu se spekulantem. Pokud cena pšenice v době realizace klesne oproti realizační ceně, tak spekulant zaplatí více než za kolik může obdrženou pšenici na trhu aktuálně prodat – tedy prodělal. Pokud však cena do té doby vzroste, může pšenici okamžitě prodat za vyšší cenu než kolik zaplatil. Vstoupení do dlouhé pozice je tedy spekulací na růst ceny podkladového instrumentu. Jak bylo zmíněno, obchodování s deriváty je vždy hra s nulovým součtem – částka, kterou jedna strana vydělá, je částkou, kterou druhá strana prodělá. Tedy vstoupení do krátké pozice je naopak spekulací na pokles ceny podkladového instrumentu.
Nominální hodnota derivátu je cena jeho podkladového instrumentu. Hodnota derivátu je spočtená na základě oceňovacího modelu, vycházejícího většinou z požadavku nemožnosti arbitráže. Cena derivátu je aktuální cena na trhu (např. na burze).

## Vypořádání
Není jednoduché najít člověka, který s vámi uzavře derivátový kontrakt přesně na množství, realizační cenu a splatnost které by vyhovovaly vám oběma. Proto je jednodušší zajít s podobným požadavkem do banky, která uzavře obchod na svůj účet (vstoupí do kontraktu v roli vaší protistrany) a sama svoji pozici vyrovná prostřednictvím jiných klientů či uzavře jiné kontrakty s jinými bankami. Takovéto obchodování se nazývá OTC (over the counter – přes přepážku).
V opozici k OTC trhu stojí burzovní trh. Výhodou burzovního trhu je velká likvidita, standardizace a absence kreditního rizika (rizika nezaplacení protistranou). Nemusíte totiž vůbec vědět, kdo je vaše protistrana a v případě její platební neschopnosti vám rozdíl doplatí sama burza. Její nezkrachování je zajištěno systémem marží a vypořádáním změn na denní bázi. Nevýhodou koupě derivátu na burze je zejména přesná standardizace kontraktů, která znemožňuje uzavření kontraktu šitého na míru (s individuálně stanovenou splatností, podkladovou částkou atd.).
Deriváty se zabývají samostatné burzy či samostatné části burz. Jednou z největších je chicagská burza, evropská burzovní aliance Eurex, či LIFFE, dříve část Londýnské burzy, nyní část evropské burzovní aliance Euronext, kterou v dubnu 2007 koupila newyorská burza.
Vypořádání může proběhnout směnou podkladového instrumentu za předem danou částku (jako v prvním příkladu v úvodu) anebo pouze vyrovnání rozdílu v aktuální ceně podkladového instrumentu a realizační ceny. Druhý uvedený způsob je v některých případech nutností, např. pokud je podkladovým instrumentem burzovní index či depozitum.

## Druhy derivátů
V současnosti existuje bezpočet různých typů derivátů, přičemž některé z nich dovede ocenit jen několik lidí. V podstatě ale většina z nich vychází ze čtyř základních druhů, které můžeme rozdělit do dvou základních skupin: nepodmíněné kontrakty (pevné) a podmíněné kontrakty (opční). První skupina jsou ty, kde je při sjednání dáno, že obchod proběhne a obě protistrany mají povinnost jej uskutečnit. Sem patří forward, future a swap. Druhá skupina jsou deriváty, kde uskutečnění obchodu závisí na vůli jedné strany a patří do ní opce (a bezpočet jejích variací).

### Forward
Je nejjednodušším derivátem. Jeho princip byl již popsán v příkladech v úvodu. Dvě strany si sjednají okamžik realizace, realizační cenu a množství podkladového instrumentu k dodání. Používá se na OTC trhu, nikoli burzovně. Vypořádání může probíhat dodáním podkladového instrumentu a zaplacením sjednané částky, nebo dorovnáním rozdílu od realizační ceny prodělávající stranou.

#### FRA
FRA (Forward rate agreement) je nejpoužívanější variací forwardu. Využívají ji zejména banky mezi sebou. Podkladovým instrumentem je depozitum uložené za nějaký čas na nějaký čas. Jde v podstatě o výměnu pohyblivé a fixní úrokové sazby během nějakého období v budoucnu. Ač se jedná o OTC derivát, existují 3 nejčasněji obchodované typy (a sjednání individualizovaného FRA přijde dráž). Jsou jimi FRA 3×6 (depozitum za 3 měsíce na 3 měsíce) , 6×9 (za 6 měsíců na 3 měsíce) a 6×12 (za 6 měsíců na 6 měsíců). Kupující (v dlouhé pozici) platí fixní sazbu (nazývanou zde FRA sazba) a prodávající (v krátké pozici) platí pohyblivou sazbu (nazývanou zde referenční sazba). Vypořádání např. u FRA 3×6 neprobíhá po 6. měsíci, ale po 3. měsíci, neboť již v tu dobu je známa referenční sazba na období od 3. do 6. měsíce a může se zjistit její rozdíl od FRA sazby sjednané v čase 0 a tedy kdo bude komu platit. Placen je pouze rozdíl mezi referenční a FRA sazbou, tedy se nepřesouvají 2 částky mezi subjekty, ale pouze jejich rozdíl od prodělávající k získávající straně.

### Futures
Hlavní odlišností futures od forwardu je, že se jedná o burzovní derivát. Výhodou je tedy vysoká likvidita a absence kreditního rizika, neboť vaše zisky vám vyplácí sama burza (i když každý má přiřazeného partnera, počet obchodníků nemůže být lichý). Aby burza nemohla zkrachovat, je stanovena marže, kterou musí zaplatit každý, kdo si chce koupit futures. Jedná se o částku mnohem menší než nominální hodnota futures (cena podkladového instrumentu) a vychází z maximální částky, kterou může obchodník s určitou mírou pravděpodobnosti za den prodělat. Na konci dne je mu jeho zisk přičten na účet, kde již má marži. V případě ztráty je mu odečtena z marže a musí marži doplnit na částku požadovanou pro obchodování pro další den.
Dalším rozdílem je, že forwardy jsou uzavírány na určitou dobu, zatímco futures na určité datum. Většinou máte možnost vybrat si alespoň ze 3 různých dat.

### Certifikáty
Investiční certifikáty jsou cenné papíry, které vydávají banky a další společnosti. Jde o dlužní úpis, jímž se emitent, kterým bývá nejčastěji banka, zavazuje, že od investora za předem stanovených podmínek odkoupí investiční certifikát zpět. Viz dlužní úpis nebo dluhopis.

### Warranty
Warranty jsou investiční cenné papíry nebo jiné cenné papíry derivátového typu opravňující k nabytí podkladových aktiv jako např. akcií, dluhopisů nebo jiných investičních nástrojů. Nákupem warrantu majitel získává právo koupit (call warrant) či prodat (put warrant) určité množství podkladového aktiva (např. akcie) k předem stanovenému termínu, za předem stanovenou cenu. To znamená, že investor má právo, nikoliv povinnost koupit, případně prodat podkladové aktivum. Pokud se rozhodne tohoto práva využít (tzv. uplatnění warrantu) získá podkladové aktivum.
Cenu warrantu odvozuje tzv. specialista na základě vývoje ceny podkladového aktiva.
V pozici emitenta vystupují zpravidla velké mezinárodní finanční instituce.
S warranty mohou být uzavírány obchody v rámci obchodování s účastí specialisty nebo případně automatické obchody.

### Swap
Swap znamená v angličtině "prohození / výměna", a tak ho lze také chápat - jako určité "prohození rolí". Swapů existuje několik druhů – nejznámějšími jsou úrokový swap, devizový swap, měnový swap a kreditní swap. Hledat společné znaky je poměrně náročné a zbytečné. Jedná se vždy o neburzovní deriváty. Vedle zde uvedených existuje ještě mnoho dalších druhů a variací swapů.
Úrokový swap
Anglicky interest rate swap (IRS). Lze si jej jednoduše představit jako sekvenci mnoha FRA (jimiž by se dal replikovat). Jeho cílem je výměna fixní a pohyblivé úrokové sazby, přičemž platby probíhají v pravidelných intervalech. Jedna strana platí pohyblivou, druhá fixní sazbu. Přesouvají se pouze rozdíly.
Devizový swap
Anglicky foreign exchange swap (forex, FX). Cílem je směna určité částky jedné měny do druhé a poté opět zpět. První směna může proběhnout ihned (pak by se dal replikovat spotovou operací a forwardem), anebo za nějakou dobu (pak by se dal replikovat dvěma forwardy s různou dobou splatností). Jedná se o hojně používaný (zejména bankami) krátkodobý derivát.
Měnový swap
Anglicky (cross) currency swap. Jedná se o dlouhodobý derivát. Na počátku si dvě strany vymění určitou částku mezi sebou do jiné měny, pak si vzájemně po nějakou dobu platí kupónové platby podle předem domluveného scénáře a poté si opět smění původní částky zpět za předem domluvený směnný kurz.
Swap úvěrového selhání
Anglicky Credit default swap. Je to kreditní derivát, který si lze představit jako pojištění určité pohledávky (nejjednodušeji dluhopisu). „Kupující“ kreditního swapu vlastní např. dluhopis a chce se zajistit proti krachu jeho emitenta. Koupí tedy kreditní swap, který mu zajistí, že v případě kreditní události (např. bankrotu) emitenta podkladového dluhopisu mu prodávající kreditního swapu dorovná ztrátu. Na rozdíl od klasického pojištění je možné koupit swap úvěrového selhání i na cizí pohledávky. Uvažujme předchozí příklad, do kterého nyní vstoupí třetí osoba. Ta si koupí swap úvěrového selhání na ten samý dluhopis, a to i přesto, že ho nevlastní. Prodávající je nyní zavázán v případě krachu emitenta dluhopisu dorovnat ztrátu oběma kupujícím. Počínání třetí osoby lze chápat jako "sázení" na to, že emitent dluhopisu selže - zkrachuje. Tento finanční derivát využil například Michael Burry, který v roce 2007 vydělal 750 milionů amerických dolarů na pádu amerického hypotečního trhu, který následně způsobil finanční krizi. Tento příběh a vysvětlení fungování swapů úvěrového selhání můžeme vidět ve filmu Sázka na nejistotu.

### Opce
Opce se zásadně liší od výše uvedených derivátů tím, že protistrany si „nejsou rovny“. Kupující opce (v dlouhé pozici) má právo si vybrat, zda opci uplatní či nikoli. Prodávající opce (v krátké pozici) podle toho musí nebo nesmí plnění uskutečnit. Vlivem tohoto není hodnota opce na počátku nulová (u ostatní derivátů by na počátku nulová při absenci kreditního rizika, zprostředkujících nákladů, marží apod. byla), ale kupující platí prodávajícímu tzv. opční prémii (která je cenou opce), jež je odměnou pro prodávajícího za jeho znevýhodněnou pozici. Opět je zde samozřejmě pákový efekt, tj. opční prémie je nepoměrně menší než hodnota podkladového instrumentu.